# Korbáčik
Le korbáčik est un fromage tressé slovaque, originaire de la région d'Orava.

## Caractéristiques
Le korbáčik est produit à partir d'une motte de fromage de lait de vache, pasteurisé ou cru, qui est râpé et étuvé jusqu'à obtention d'une pâte. Celle-ci est pétrie, puis étirée de façon à obtenir des brins. Après refroidissement, les brins sont tressés et liés entre eux avec un autre brin de fromage. Le produit final ressemble à un fouet blanchâtre de 10 à 50 cm de long, korbáčik signifiant justement en slovaque approximativement « petit fouet ». Parmi les saveurs communes, on trouve du korbáčik simplement salé, fumé ou à l'ail.
La dénomination « Zázrivský korbáčik », déposée par la Slovaquie en 2007, est enregistrée par l'Union européenne depuis 2011,.